# Coloración de grafos

Una coloración de vértices para el grafo de Petersen utilizando tres colores, el número mínimo posible.

En Teoría de grafos, la coloración de grafos es un caso especial de etiquetado de grafos; es una asignación de etiquetas llamadas colores a elementos del grafo. De manera simple, una coloración de los vértices de un grafo tal que ningún vértice adyacente comparta el mismo color es llamado vértice coloración. Similarmente, una arista coloración asigna colores a cada arista tal que aristas adyacentes no compartan el mismo color, y una coloración de caras de un grafo plano a la asignación de un color a cada cara o región tal que caras que compartan una frontera común tengan colores diferentes.
El vértice coloración es el punto de inicio de la coloración, y los otros problemas de coloreo pueden ser transformados a una versión con vértices. Por ejemplo, una arista coloración de un grafo es justamente una vértice coloración del grafo línea respectivo, y una coloración de caras de un grafo plano es una vértice coloración del grafo dual.
La convención de usar colores se origina de la coloración de países de un mapa, donde a cada cara se le asigna un color. Esto fue generalizado a la coloración de caras de grafos inmersos en el plano. En representaciones matemáticas y computacionales se utilizan típicamente enteros no negativos como colores. En general se puede usar un conjunto finito como conjunto de colores. La naturaleza del problema de coloración solo depende del número de colores, sin importar cuales sean o su orden.

## Historia
Los primeros resultados sobre coloración de grafos trataban exclusivamente sobre grafos planares en forma de coloración de mapas. Hasta que un día de 1852 Francis Guthrie mientras intentaba colorear un mapa de Inglaterra, postuló la conjetura de los 4 colores, señalando que 4 colores eran suficientes para colorear el mapa de manera tal que las regiones que compartieran un borde común no reciban el mismo color. Guthrie mostró el problema a su hermano Frederick quien a su vez enseña el problema a su profesor de matemáticas Augustus de Morgan en la University College de Londres, quien al verse desesperado por no poder resolverlo, menciona en una carta a William Hamilton ese mismo día. Arthur Cayley envía el problema a la London Mathematical Society y en 1879 Alfred Kempe publica un paper que aseguraba resolver el problema y por una década el problema de los 4 colores se consideró resuelto. Por su contribución Kempe fue elegido Fellow de la Royal Society y posteriormente presidente de la London Mathematical Society.
En 1890, Heawood descubrió que el argumento de Kempe contenía un error, en ese artículo probó el teorema de los 5 colores, diciendo que cada mapa plano puede ser coloreado con, a lo más 5 colores, sin embargo, seguía usando ideas de Kempe. En el siguiente siglo, nuevas teorías fueron desarrolladas para reducir el número de colores a cuatro, hasta que el teorema de los 4 colores fue finalmente probado (con ayuda de la computación) en 1976 por Kenneth Appel y Wolfgang Haken. 
La coloración de grafos ha sido estudiada como un problema algorítmico desde 1970: el problema del número cromático es el problema 21 de Karp NP-completo de 1972, y aproximadamente al mismo tiempo varios algoritmos de tiempo exponencial fueron desarrollados basados en backtraking y en la eliminación y MALA ntracción de Zykov (1949). Una de las principales aplicaciones de la coloración de grafos es la asignación de registros en compiladores, introducida en 1981.

Este grafo puede ser 3-coloreado de 12 formas diferentes.

## Definiciones y terminología

### Vértice coloración
La vértice coloración (o simplemente coloración) es la asignación de los vértices de un grafo con colores tal que dos vértices que comparten la misma arista tengan colores diferentes. Un grafo con bucles no puede ser coloreado; solo se consideran grafos simples.
La terminología de usar colores para etiquetar vértices proviene del problema de colorear mapas. Las etiquetas como rojo o azul son solamente utilizadas cuando el número de colores es pequeño, y normalmente los colores están representados por los enteros {1, 2, 3, …}.
Una coloración que usa a lo sumo k colores se llama k-coloración (propia). El menor número de colores necesario para colorear un grafo G se llama número cromático y se denota como χ(G). Un grafo al que puede ser asignada una k-coloración (propia) es k-coloreable, y es k-cromático si su número cromático es exactamente k. Un subconjunto de vértices asignados con el mismo color se llama una clase de color. Cada clase forma un conjunto independiente. Esto es, una k-coloración es lo mismo que una partición del conjunto de vértices en k conjuntos independientes. Los términos k-partito y k-coloreable tienen el mismo significado.

### Polinomio cromático
El polinomio cromático cuenta el número de maneras en las cuales puede ser coloreado un grafo usando no más que un número de colores dado. Por ejemplo, usando 3 colores, el grafo en la imagen de la derecha puede ser coloreado de 12 formas distintas. Con solo 2 colores, no puede ser coloreado. Con 4 colores, puede ser coloreado de 24+4*12 maneras distintas: usando los cuatro colores juntos, hay 4!= 24 coloraciones válidas (toda asignación de cuatro colores a algún grafo de cuatro vértices es una coloración propia); y para cada elección de tres de los cuatro colores, hay 12 3-coloraciones válidas. Así que, para el grafo del ejemplo, una tabla de números de coloraciones válidas puede comenzar como esta:
| Colores disponibles    | 1 | 2 | 3  | 4  | … |
| Número de coloraciones | 0 | 0 | 12 | 72 | … |

El polinomio cromático es una función p(G, t) que cuenta el número de t-coloraciones de G. como el nombre lo indica para un grafo G la función es un polinomio en t. para el grafo del ejemplo, P(G, t)= t(t-1)^2 (t-2) y P(G,4)=72
| Triángulo K3         | {\displaystyle t(t-1)(t-2)\,}                                                            |
| Grafo completo Kn    | {\displaystyle t(t-1)(t-2)\cdots (t-(n-1))\,}                                            |
| Árbol con n vértices | {\displaystyle t(t-1)^{n-1}\,}                                                           |
| Ciclo Cn             | {\displaystyle (t-1)^{n}+(-1)^{n}(t-1)\,}                                                |
| Grafo de Petersen    | {\displaystyle t(t-1)(t-2)(t^{7}-12t^{6}+67t^{5}-230t^{4}+529t^{3}-814t^{2}+775t-352)\,} |

### Arista coloración
Una arista coloración de un grafo, es una coloración de las aristas, denotada como la asignación de colores a aristas tal que aristas incidentes tengan un color distinto. Una arista coloración con k colores es llamada k-arista-coloración y es equivalente al problema de particionar el conjunto de aristas en k emparejamientos. El menor número de colores necesarios para un arista coloración de un grafo G es el índice cromático o número cromático de aristas. Una coloración Tait es una 3-arista-coloración de un grafo cúbico. El teorema de los cuatro colores es equivalente a que cada grafo cúbico sin puentes admite una coloración Tait.

## Propiedades

### Cotas del número cromático
Asignando distintos colores a distintos vértices siempre obtendremos una coloración propia, entonces
{\displaystyle 1\leq \chi (G)\leq n.\,}
El único grafo que es 1-coloreable es el grafo sin aristas, y el grafo completo {\displaystyle K_{n}\,} de n vértices requiere {\displaystyle \chi (K_{n})=n\,} colores.
Si G contiene un clique de orden k, entonces a lo menos son necesarios k colores para colorear el clique; en otras palabras, el número cromático es a los menos el número de clique:
{\displaystyle \chi (G)\geq \omega (G).\,}
Los grafos 2-coloreables son exactamente grafos bipartitos, incluidos árboles y bosques. Por el teorema de los cuatro colores, todo grafo plano es 4-coloreable.

### Cotas del índice cromático
La arista coloración es una vértice coloración de su grafo lineal, y viceversa. Esto es,
{\displaystyle \chi '(G)=\chi (L(G)).\,}
Existe una fuerte relación entre la arista coloración y el grado máximo del grafo. Como todas las aristas incidentes a algún vértice necesitan colores distintos, tenemos
{\displaystyle \chi '(G)\geq \Delta (G).\,}
Más aún,
Teorema de König: Si {\displaystyle G\,} es bipartito entonces {\displaystyle \chi '(G)=\Delta (G)\,}
Teorema de Vizing (1964): {\displaystyle \chi '(G)\leq \Delta (G)+1.\,}

## Otras coloraciones

### Teoría de Ramsey
Una importante clase de problemas de coloreado impropias es estudiada en teoría de Ramsey, en donde se asignan colores a las aristas del grafo, y no hay restricción sobre los colores en aristas incidentes. Un ejemplo simple es el teorema de la amistad que nos dice que en toda 2-arista-coloración del grafo completo de seis vértices habrá un triángulo monocromático; extrapolando se puede interpretar que de un grupo de seis personas siempre hay tres que se conocen mutuamente o tres que no se conocen mutuamente. La teoría de Ramsey estudia la generalización de esta idea para encontrar regularidad en el aparente desorden, e identificar condiciones generales para la existencia de subgrafos monocromáticos con alguna estructura dada.